# 中国—尼加拉瓜关系
中国—尼加拉瓜关系（西班牙語：Relaciones China-Nicaragua）是指中國和尼加拉瓜的双边關係，包括中华民国大陆时期以及现今中华人民共和国与尼加拉瓜之间的双边關係。中尼兩國于1930年首次建交，1949年后尼加拉瓜未承认新建立的中华人民共和国，继续与迁往台湾的中华民国保持外交关系。1985年12月7日与中华民国断交改与中华人民共和国建交。1990年11月5日，尼加拉瓜與中華民國复交，中華人民共和國因此在11月9日與之斷交。2021年12月10日，尼加拉瓜与中华民国断交，三个小时后，中华人民共和国与尼加拉瓜恢复外交关系。

## 历史

### 首次建交
1930年5月，中华民国国民政府设立「驻尼加拉瓜共和国总领事馆」，由驻巴拿马公使馆兼管，公使馆一等秘书兼任总领事。1932年6月14日設專館，並更名為「駐馬拿瓜總領事館」。1949年，索摩查家族执政的尼加拉瓜政府不承认新建立的中华人民共和国，继续与遷台後的中华民国的维持外交关系，直到1985年後断交。
1979年6月，中华人民共和国外长黄华发表讲话，支持尼加拉瓜人民反索摩查独裁斗争。7月，索摩查家族被桑地诺民族解放阵线推翻。中国祝贺尼加拉瓜新政府成立。1983年8月，新华社在马那瓜设立分社。
由于美国支持右翼势力“康特拉”对抗苏联援助的桑解阵政府，尼加拉瓜政局持续动荡，最终演变成代理人战争。1982年、1983年，中国在联合国安理会支持尼加拉瓜反对外来侵略。1984年4月，尼加拉瓜外长致电吴学谦外长，感谢中国在联合国安理会辩论尼遭受侵略问题时对尼的支持。
1985年12月7日，中华人民共和国与尼加拉瓜正式建立外交关系。1986年9月，两国签订经济和科学技术合作协定、贸易协定和中国向尼提供无息贷款协定。1986年12月，中国首届经济贸易展览会在马那瓜举行。
此外，1979年8月、1982年8月、1985年12月、1986年1月、1987年9月、1988年7月、1988年9月，尼加拉瓜官员和代表团曾多次访华；1981年11月、1984年4月，中国代表团访问尼加拉瓜。

### 断交
1980年代末，东欧剧变开始，此时正处於苏联解体、东欧各国共产党垮台等一系列形势。尼加拉瓜作为东西方冷战的一个地区热点，美国公开支持反政府武装孔特拉斯，尼国经历十年内战，经济濒临崩溃，苏联又停止援助。執政黨桑地诺民族解放阵线在内外压力下，被迫接受反对派在1990年春天举行全国大选的要求，面临下台危机。鉴于尼加拉瓜是中华人民共和国在中美洲的唯一建交国，1989年10月中国新任大使黄志良接获外交部的调令即刻前往尼加拉瓜，挽救桑解政权及中尼两国关系。抵达后，黄志良向丹尼尔·奥尔特加总统递交国书。奥尔特加表示即将举行的大选他必定再次当选，下届政府会加强中尼关系。受美国全力支持的反对派「全国反对派联盟」推举比奥莱塔·查莫罗夫人作为总统候选人，而查莫罗夫人积极推动与中華民國復交。
1990年2月25日投票日当晚，80%的投票结果显示反对派联盟获得55%，桑解阵40.9%，新政府确定上台。中国使馆分析研究得知，未来的查莫罗夫人政府将是一个亲美右翼政权，中尼关系岌岌可危。此刻中华民国政府也在试图向尼国进行银弹外交，向反对派（包括查莫罗夫人、亲信和家族）提供大量的竞选经费，换取复交的回报。黄志良坚持和平共处五项原则，在参加查莫罗夫人的就职典礼时与新政府展开友好的外交工作，全国人大还派出代表团访尼，并签署了3千万人民币的贷款协定，中尼关系一度友好。然而，尼新政府已经获得台北方面的金援，查莫罗夫人执意转向，新任外长特雷夫会见黄志良时直接提问：「中国能给我们什麽？」，并表示「尼加拉瓜是个小国，我们同世界上其他国家之间关系的亲疏程度完全取决于我们能从这种关系中得到多少实惠。」
一个月後，查莫罗夫人率领多名内阁成员到中国大使馆的官邸参加晚宴，同时派出长子佩德罗秘密访问台湾。5天后，特雷夫紧急约见中国大使黄志良，并通知尼政府已决定正式恢復承认中華民國，但同时希望与中华人民共和国继续保持关系。黄志良提出严重抗议，指责尼政府破坏两国建交公报，伤害中国人民的感情，谴责尼国的双重承认和两个中国的意图，表示中国政府将做出必要反应。特雷夫称，这是总统的决定，主要反对党都同意。黄志良要求立即约见查莫罗夫人，并在交谈中发出质问，查莫罗夫人回应「我们希望得到中华人民共和国政府的谅解，真诚希望大使阁下您能继续留在马那瓜，中国政府能不能对尼加拉瓜作一次特殊照顾呢？」
黄志良约见多位尼国政要，敦促尼方改变错误决定，这仅仅使复交的消息推迟一天公布。中华民国此時已经花费巨额金钱，给出5,000万美元给尼加拉瓜新政府，又承诺1.5亿美元贷款，同时免除桑解阵政府拖欠的7,000万美元债务，并给尼国总统和外长相当可观的馈赠。11月5日，尼加拉瓜與中华民国復交；9日，中国政府眼見大勢已去，隨即发表声明，称尼加拉瓜政府破坏了两国建交公报的原则，决定中止两国关系。中国大使立即回国，两国断交。断交期间，中华人民共和国对尼加拉瓜相关事务曾暂由驻墨西哥大使馆兼辖，2007年，中国与哥斯达黎加建交后，改为由哥斯达黎加大使馆兼辖。

### 左翼再次上台后
2006年大選前，尼加拉瓜《新日报》报道，随着奥尔特加即将再次上台，并希望恢复中尼关系，打算让中国派出一个高级代表团参加他的就职典礼，届时中尼便可复交，只给台湾保留一个贸易办公室。2006年6月27日，该报道刊登後，中華民國驻尼加拉瓜使馆的临时代办扬言，桑解阵打算与中国复交，「我们将离开（尼加拉瓜），不会保留贸易办公室」。7月20日，从台湾到来的使馆负责人再次表态，如果尼加拉瓜政府只愿与台湾保持贸易关系，台湾将与尼国断交。台湾投资者也会却步走人，该负责人还举了一家投资5,000万美元的纺织厂台商为例，告诉尼方台湾将撤资。
2019年9月26日，中国—拉共体“四驾马车”外长在联大一般性辩论期间举行第七次对话，尼加拉瓜总统府国家政策部长奥奎斯特参加。
尼加拉瓜有时在一些问题上支持中方立场。例如2020年6月30日，在联合国人权理事会第44次会议上，尼加拉瓜参与共同发言，支持中华人民共和国立法机关通过《中华人民共和国香港特别行政区维护国家安全法》；另外，在新疆再教育营等问题上，尼加拉瓜亦支持中华人民共和国政府的立场。

### 复交
2021年12月3日，中国－拉共体论坛第三届部长会议以视频方式举行，尼加拉瓜外交部长丹尼斯·蒙卡达参加会议，并向王毅转达尼总统问候。
2021年12月9日下午4時30分（北京时间10日上午6時30分），尼加拉瓜外交部长丹尼斯·蒙卡达宣布与中华民国断绝外交关系。同日，中华人民共和国同尼加拉瓜在天津签署《中华人民共和国和尼加拉瓜共和国关于恢复外交关系的联合公报》，双方复交。
尼加拉瓜外交部在一份西班牙文跟英文的声明中表示：
尼加拉瓜共和国政府今天与台湾断绝外交关系，并停止任何接触或官方关系。中华人民共和国是代表整个中国的唯一合法政府，而台湾是中国一个不可分割的部分。
中國由外交部副部長馬朝旭，尼加拉瓜由总统顾问即奧爾特加總統之子劳雷亚诺·奥尔特加代表各自政府簽署復交公報。
2021年12月26日，尼加拉瓜政府宣布没收台在尼加拉瓜的动产、不动产、家具和设备等所有资产，并将移交中华人民共和国政府。
当地时间2021年12月31日中午，即北京时间2022年1月1日凌晨，中国驻尼加拉瓜大使馆在尼首都马那瓜举行复馆仪式。
2022年1月10日，尼加拉瓜举行总统新任期就职仪式，中国派出全国人大常委会副委员长曹建明作为国家主席习近平特使赴马那瓜出席。期间签署政府间合作框架协议、丝绸之路经济带和21世纪海上丝绸之路合作谅解备忘录、外交和公务护照持有人互免签证协议，以及关于建立政治协商机制谅解备忘录共四份文件。
有分析認為，兩國選擇在此時復交，實際上都有報復美国及台湾的共同目的。2021年11月，尼加拉瓜本应进行总统改选，但是反对派和一些桑解阵的左翼派系对奥尔特加夫妇感到不满，於是先後推出30多位候选人竞选，这些人都被以危害国家安全的罪名指控。在既有挑战者被逮捕後，奥尔特加在11月选举中以75%的高票连任。此举受到美国、欧盟与美洲国家组织反对，相关国家不承认尼加拉瓜的选举结果。接着美国政府联合欧盟、加拿大和英国以侵犯人权和贪腐为由，对奥尔特加政府的官员制裁。美国联邦政府更直接制裁尼加拉瓜内政部，對尼加拉瓜經濟發展造成阻礙。英國《金融时报》指出，奥尔特加政府疑似在選前向台湾索求1亿美元的追加援助，但是台灣的銀行忌憚於美國制裁而未能發出款項，導致奥尔特加政府對此感到不悅，出於报复美国及台湾，便外交轉向中國。
同時另有媒体报道认为，北京方面為了報復美國總統乔·拜登在2021年12月7日宣佈對於北京冬奧會進行“外交抵制”，亦同時報復在2021年12月9日舉辦的民主峰會，因此選擇在2021年12月9日當天斷交。
2023年12月20日，两国元首宣布中国和尼加拉瓜正式建立战略伙伴关系。

## 经贸关系
2020年，中尼贸易额达5.1亿美元，其中中国向尼加拉瓜出口4.9亿美元，主要为轻纺产品、电气设备和车辆及零配件；尼加拉瓜向中国出口0.2亿美元，主要为花生油、原木和服装等产品。截至2019年底，中国对尼直接投资存量为617万美元；截至2020年底，尼加拉瓜在华实际投资金额155万美元。截至2020年底，中国企业累计在尼加拉瓜签订承包工程合同额2.8亿美元，完成营业额2.7亿美元。
两国复交以来，尼加拉瓜与中国商务部、国家国际发展合作署、中国国际贸易促进委员会的代表举行了会谈。2023年8月，尼加拉瓜与中国签署自由贸易协定，该协定已于2024年1月1日正式生效实施。

### 大运河项目

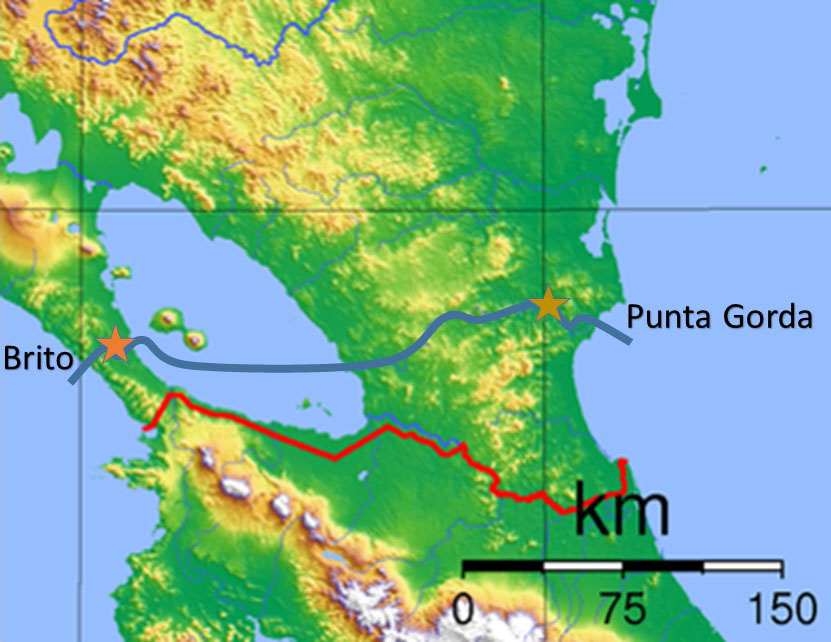
藍線為尼加拉瓜運河計劃路線（2014年）。紅線為尼加拉瓜（上）與哥斯達黎加（下）的邊界。

2014年，一家中资公司信威集团成立「香港尼加拉瓜运河发展投资有限公司」（简称HKND）。這起投资规模高达500亿美元的运河项目，将在加勒比海和太平洋之间建造278公里的新运河。首次工程投资约10亿元人民币，并获得100年经营运河的特许经营权，预计2019年完工，运河完工後将与巴拿马运河形成竞争，一时引起舆论的关注，无名商人王靖更让外界人士认为中国政府是这个项目的背後支持者。不过，一名记者询问这是否为帮助中国与尼加拉瓜促进关系时，中国外交部否认，表明该企业投资与中国政府无关。
运河投资案引起中国媒体的不小关注，有中国记者拍到HKND集团董事长王靖向尼加拉瓜总统奥尔特加赠送一本西文版的《习近平谈治国理政》。
2016年12月，网易发布调查报告揭露信威集团的巨额债务，甚至还传出奥尔特加的儿子前往信威集团总部追债的消息。尼加拉瓜运河案此後便无人提及。

## 文化交流
在1980年代，中國有學者翻譯出版了魯本·達里歐、塞尔希奥·拉米雷斯等尼加拉瓜作家的作品。2021年，中国与尼加拉瓜恢复邦交后，尼加拉瓜部分居民也表示恢复邦交给中国与尼加拉瓜带来了“巨大的机遇”，并认为尼加拉瓜的民众可以藉此“深入地了解中国和中国的深厚文化。”